# Лакюэ, Жерар
Жан Жерар Крисостом Лакюэ (фр. Jean Gérard Chrisostôme Lacuée; 1774—1805) — французский военный деятель, полковник (1801 год), участник революционных и наполеоновских войн. Смертельно ранен в бою под Гюнцбургом, став первым французским полковником, погибшим в ходе войн Первой империи.

## Биография
Жерар был вторым из трёх сыновей Жана Крисостома де Лакюэ де Сессака (фр. Jean Chrysostôme de Lacuée de Cessac; 1747—1824), первого президента Апелляционного суда Ажена и Мари Анны Дузон де Фонтераль (фр. Marie Anne Douzon de Fontayral; ок.1750—1778). Его старший брат Марк-Антуан Лакюэ (фр. Marc Antoine Côme Jean Chrisostôme Lacuée; 1773—1807) погиб при Эйлау в звании полковника, а младший брат Жан-Крисостом Лакюэ-Сен-Жюст (фр. Jean Chrisostôme Lacuée-Saint-Just; 1777—1834) служил на флоте. Жерар был племянником Жан-Жирара Лакюэ.
Жерар поступил на службу 11 октября 1792 года в звании младшего лейтенанта 80-го пехотного полка и был назначен капитаном Легиона Пиренеев 15 декабря; но он отказался от этого звания и продолжил служить младшим лейтенантом в Армии Западных Пиренеев, с которой участвовал в кампаниях 1792-94 годов в качестве помощника полковников штаба.
В докладе, адресованном Национальному конвенту, по бою 5 февраля 1794 года, содержались особые и почётные упоминания Жерара. 23 июня был ранен выстрелом в правое колено при захвате Круа-де-Буке. Затем перевёлся в 12-й гусарский полк. 27 октября 1794 года зачислен 128-ю полубригаду линейной пехоты. 22 апреля 1798 года включён в качестве помощника штаба во Внутреннюю армию, после чего в штаб Английской армии и был прикреплён к топографическому кабинету.
Отправившись с Восточной армией, он принял участие в кампаниях 1798-99 годов в Египте и Сирии. Получил задание защитить французскую флотилию, которая плавала по Нилу, и постоянно подвергалась нападению арабов, которые обстреливали её с обоих берегов. 23 июля 1798 года его отряд, занимавшийся постройкой здания, которое доминировало бы над остальными на местности, подвергся нападению со стороны жителей деревни Кмо-эль-Шериф. Французам с трудом удалось отразить неприятеля, а Жерар получил пулю в челюсть. 23 сентября был произведён Наполеоном в капитаны штаба. 21 июня 1799 года получил звание командира эскадрона в 24-м конно-егерском полку.
Вернувшись во Францию в октябре 1799 года, он принял участие в кампаниях Рейнской и Итальянской  армий, и отличился в битвах при Мескирхе и Маренго. После этого Лакюэ стал адъютантом Первого консула в награду за его поведение в этих сражениях. Жерар присутствовал при подписании Меласом Александрийской конвенции и вручил ему от имени Первого консула турецкую саблю, привезённую из Египта. 20 июля 1801 года получил звание полковника, и продолжил выполнять функцию адъютанта Наполеона. 5 октября 1803 года принял командование над 59-м полком линейной пехоты, который был частью лагеря Монтрёй под началом генерала Нея.
Участвовал в Австрийской кампании 1805 года в составе 3-й пехотной дивизии генерала Малера 6-го армейского корпуса Великой Армии. 9 октября дивизия под командованием генерала Малера совершила нападение на мосты под Гюнцбургом. Три правые колонны были внезапно отбиты. Между тем, пять рот 59-го полка во главе с полковником Лакюэ, несмотря на убийственный огонь батареи из 20 орудий, смогли взять один из мостов. Воодушевленный этим успехом, полковник Лакюэ отправился со своим отрядом на высоты в деревне Райзенберг, которые доминировали над местностью. Его солдаты выбивали врага с одной позиции за другой. Жерар, будучи серьёзно ранен, всё ещё находился во главе полка, и продолжал развивать успех. Он быстро отправился из Гюнцбурга в Норнхайм. Завладев этой последней позицией, он упал, поражённый пулей, которая пробила ему сердце. Сапёры пришли к нему и перенесли в безопасное место. Затем он произнёс свои последние слова: «полк выполнил свой долг, я умираю счастливым» (фр. le régiment a fait son devoir, je meurs content).
Император, желая почтить память и увековечить память о смерти храброго полковника, приказал, чтобы одна из улиц Парижа, которая должна была заканчиваться у моста Аустерлиц, носила имя Лакюэ.

## Воинские звания
- Младший лейтенант (11 октября 1792 года);
- Лейтенант (22 апреля 1798 года);
- Капитан штаба (23 сентября 1798 года);
- Командир эскадрона (21 июня 1799 года);
- Полковник (20 июля 1801 года).

## Награды
Легионер ордена Почётного легиона (11 декабря 1803 года)
 Офицер ордена Почётного легиона (14 июня 1804 года)